# Zębiełek galeriowy
Zębiełek galeriowy (Crocidura greenwoodi) – gatunek ssaka owadożernego z rodziny ryjówkowatych (Soricidae). Występuje endemicznie w południowej części Somalii. Prowadzi naziemny tryb życia. Zamieszkuje lasy, sawanny, busz oraz tereny uprawne. Opisany naukowo przez Heima de Balsaca w 1966 roku. Pozornie podobny do C. fulvastra i C. hirta, z którymi gatunek ten ma taki sam kariotyp (2n = 50, FN = 66). W Czerwonej księdze gatunków zagrożonych Międzynarodowej Unii Ochrony Przyrody i Jej Zasobów został zaliczony do kategorii LC (najmniejszej troski). Nie są znane poważniejsze zagrożenia dla populacji tego ssaka.